# Миронов, Василий Васильевич
Василий Васильевич Миронов (1929 год, село Троицкое, Сорочинский район, Оренбургская область) — целинник, тракторист-машинист совхоза имени Войкова Сорочинского района Оренбургской области. Герой Социалистического Труда (1973).

## Биография
Родился в 1929 году в селе Троицкое в крестьянской семье.
С 1945 года после окончания курсов механизации работал помощником комбайнёра в совхозе имени Войкова Сорочинского района. Служил на срочной службе в Советской Армии. После возвратился в совхозе имени Войкова, где стал работать комбайнёром.
Ежегодно перевыполнял план по сбору зерна. Добился ежегодного сбора урожая свыше 10 тысяч центнеров зерновых на комбайн. В 1973 году удостоен звания Героя Социалистического Труда «за особые отличия в увеличении производства зерна и других продуктов земледелия».

## Награды
- Герой Социалистического Труда — указом Президиума Верховного Совета СССР от 11 декабря 1973 года
- Орден Ленина
- Медаль «За трудовое отличие» — дважды
- Медаль «За освоение целинных земель»
- Медаль «В ознаменование 100-летия со дня рождения Владимира Ильича Ленина»